# Vadim Chekmázov
Vadím Grigórievich Chekmázov (en ruso: Вади́м Григо́рьевич Чекма́зов, Moscú, 4 de abril de 1930 - Moscú, 10 de mayo de 2001) fue un diplomático de carrera soviético y ruso, embajador extraordinario y plenipotenciario de la URSS y de Rusia en Ecuador.

## Biografía
Nació en Moscú, hijo de Grigóriy Petróvich Chekmázov y de Klávdia Filíppovna Artémenko. Licenciado en Relaciones Internacionales por el Instituto Estatal de Relaciones Internacionales de Moscú y amplió sus estudios en la Academia Diplomática del Ministerio de Asuntos Exteriores de la URSS, ingresó en 1953 en la carrera diplomática. Ha estado destinado en las representaciones diplomáticas soviéticas en Uruguay (1954-1957), Cónsul de la Embajada de la URSS en Cuba (1960-1963), Consejero y Ministro Consejero, Ministro plenipotenciario de la Embajada de la URSS en Argentina (1969-1975), Ministro Consejero, Ministro plenipotenciario de la Embajada de la URSS en Angola (1976-1980), Subdirector del Departamento de América Latina en el Ministerio de Relaciones Exteriores de la Unión Soviética (1981-1986), Embajador Extraordinario y Plenipotenciario de la URSS y de Rusia en Ecuador (1986-1992).
Contrajo matrimonio el 3 de noviembre de 1953 en Moscú con Nína Serguéevna Samsónova, nacida en Moscú el 27 de marzo de 1931, fallecida el 13 de junio de 2015 en Moscú, hija de Serguéy Nikoláevich Samsónov y de María Porfírievna Nekrásova.